# Aleph (revista)
Aleph: Historical Studies in Science & Judaism (Aleph: Estudios históricos en ciencia y judaísmo) es una revista académica revisada por pares sobre la historia judía y la historia de la ciencia. Lo publica Indiana University Press junto con el Centro Sidney M. Edelstein para la Historia y Filosofía de la Ciencia, la Tecnología y la Medicina de la Universidad Hebrea de Jerusalén. Comenzó a publicarse en 2001; el editor fundador fue Gad Freudenthal. A partir de 2022, Reimund Leicht y Resianne Fontaine sirven como coeditores.

## Indexación
Aleph está indexada en:
- Academic Search Premier
- Arts and Humanities Citation Index
- ATLA Religion Database
- Humanities Abstracts
- IBZ Online
- Index Islamicus
- Jewish Studies Source
- Modern Language Association Database
- Scopus